# Морское (Николаевская область)
Морское (укр. Морське) — село, расположенное на берегу Чёрного моря. Относится к Березанскому району Николаевской области Украины.
Население курорта по переписи 2001 года составляло 170 человек. Почтовый индекс — 57456. Телефонный код — 5153. Занимает площадь 0,655 км².

## История
В 1946 году указом ПВС УССР хутор Карабаш переименован в Морской.

## Местный совет
57453, Николаевская обл., Березанский р-н, с. Коблево, ул. Одесская, 4